# Хілана
Гілана (ест. Hilana, до 1997 року — Гіланде) — село в Естонії, входить до складу волості Меремяе, повіту Вирумаа.